# Polícrates
Policrates (em grego, Πολυκράτης), filho de Aeaces, era o tirano da Ilha de Samos de 538 a.C. a 522 a.C.
Ele tomou poder durante o festival de Hera com seus irmãos Pantagnoto e Siloson, mas logo teve seu irmão Pantagnoto morto e Siloson exilado para ter o controle somente para si.  Ele então se aliou com Amósis II, faraó do Egito, assim como com o tirano de Naxos, Ligdamis. 
Ele construiu um aqueduto em Samos (aqueduto de Eupalinos), um grande templo dedicado à Hera (ao qual Amásis dedicou muitos presentes) e um palácio que depois foi reconstruído pelo imperador romano Calígula. 
O tirano tinha muito orgulho de um anel de esmeralda, feito por Teodoro de Samos, e o usava frequentemente.
Ele morreu quando viajou até à Ásia para pegar dinheiro com Orestes de Sardes, mas este o empalou.